# Cindy McTee
Cindy Karen McTee (Tacoma, 20 februari 1953) is een Amerikaans componiste en muziekpedagoog.

## Levensloop
McTee had muzikale ouders, haar vader was trompettist en haar moeder speelde klarinet. Op zesjarige leeftijd begon zij met pianoles en haar lesgever was een grote fan van improvisatie. Zij zelf ziet hierin de bronnen voor haar liefde voor compositie. Een paar jaren later leerde zij samen met haar moeder het saxofoon te bespelen. Zij studeerde muziek aan de Pacific Lutheran University in Tacoma bij David Robbins en Thomas Clark. Zij behaalde haar Bachelor of Music in 1975. Aldaar werd zij tijdens een compositiecursus bekend met de Poolse componist Krzysztof Penderecki, die toen de cursus aan deze universiteit gaf. Penderecki nodigde haar uit met hem naar Polen te gaan en zijn kinderen les in de Engelse taal te geven. Hij zijnerzijds revancheerde zich met studies voor orkestratie, contrapunt en 20e eeuw compositietechnieken aan de Muziekacademie Krakau (Pools: Akademia Muzyczna w Krakowie) in Krakau; aldaar studeerde zij ook bij Marek Stachowski en Krystyna Moszumanska-Nazar. Terug in de Verenigde Staten studeerde zij aan de Yale School of Music in New Haven bij Jacob Druckman en Bruce MacCombie en behaalde haar Master of Music in 1978. Haar studies voltooide zij aan de Universiteit van Iowa in Iowa City bij Richard Hervig en promoveerde tot Ph.D. (Philosophiæ Doctor) in 1981. 
Zij doceerde aan haar Alma Mater, de Pacific Lutheran University, in Tacoma voor drie jaar. In 1984 wisselde zij aan de Universiteit van Noord-Texas in Denton en werd in 1995 tot professor benoemd. Lange tijd was zij hoofd van de compositieafdeling aan haar universiteit. Sinds mei 2011 is zij professor emeritus en zes maanden later huwde zij met dirigent Leonard Slatkin.
Als componiste ontving zij talrijke prijzen en onderscheidingen zoals de Detroit Symphony Orchestra's third annual Elaine Lebenbom Memorial Award, de Music Alive Award van "Meet The Composer" en de "League of American Orchestras", twee prijzen van de American Academy of Arts and Letters en de BMI (Broadcast Music, Inc.) Student Composers Award. Verder won zij in 2001 de Louisville Orchestra Composition Competition. 

## Composities

### Werken voor orkest
- 1975 Music, voor 48 strijkers, slagwerk en piano
- 1978 Unisonance, voor orkest
- 1983 Frau Musica, voor gemengd koor en orkest
- 1985 On Wings of Infinite Night, voor orkest
- 1990 Circuits, voor orkest
- 1993 The Twittering Machine, voor kamerorkest
- 1999 Pathfinder, voor orkest
- 2000 Timepiece, voor orkest
- 2002 Adagio, voor strijkorkest
- 2002 Symfonie nr. 1 - Ballet for Orchestra
- 2004 Einstein's Dream, voor strijkorkest, slagwerk en computer muziek op CD[1]
- 2005 Finish Line, voor orkest
- 2007 Solstice, voor trombone en orkest
- 2010 Double Play, voor orkest
- 2011 Shenandoah, voor twee dwarsfluiten, obligate viool en strijkers

### Werken voor harmonieorkest
- 1977 Sonic Shades
- 1990 Circuits[2]
- 1993 California Counterpoint: The Twittering Machine
- 1995 Soundings
- 2001 Timepiece
- 2004 Ballet for Band
- 2006 Finish Line[3]
- 2011 Double Play, voor harmonieorkest 
  1. The Unquestioned Answer
  2. Tempus Fugit

### Vocale muziek

#### Werken voor koor
- 1979 Song of Creation, voor gemengd koor
- 1981 Gloria, voor gemengd koor
- 1982 Psalm 100, voor gemengd koor
- 1984 A Mighty Fortress is Our God, voor gemengd koor

#### Liederen
- 1979 A Bird Came Down the Walk, voor zangstem en piano
- 1980 King Lear Fragments, voor bariton, basfluit en slagwerk
- 1984 Psalm 142: Threnody, voor zangstem en orgel

### Kamermuziek
- 1974 Two Blind Mice, voor dwarsfluit en piano
- 1976 Eatonville, voor jazz-ensemble
- 1976 Strijkkwartet nr. 1
- 1979 Piano Percussion Piece
- 1981 Blaaskwintet nr. 1
- 1983 Songs of Spring and the Moon, voor kamerensemble
- 1985 Octonal Escalade, voor trompetensemble
- 1987 Images, voor hoorn en piano
- 1988 Circle Music I, voor altviool en piano
- 1988 Circle Music II, voor dwarsfluit en piano
- 1988 Circle Music III, voor fagot en piano
- 1988 Circle Music IV, voor hoorn en piano
- 1992 Circle Music V, voor trombone en magneetband
- 1992 Études, voor altsaxofoon en computer muziek op CD
- 1993 Capriccio per Krzysztof Penderecki, voor viool (solo)
- 1993 Stepping Out, voor dwarsfluit en slagwerk
- 1993 The Twittering Machine, voor kamerensemble
- 1996 Changes, voor cello en contrabas
- 1996 Einstein's Dreams, voor dwarsfluit, klarinet, viool, cello, vibrafoon en piano
- 2003 Adagio, voor strijkkwartet
- 2004 Fanfare, voor twee trompetten (of trompetensemble)
- 2007 Fanfare, voor twee trombones (of tromboneensemble)
- 2008 Bricolage, voor dwarsfluit en computer muziek op CD
- 2011 Shenandoah, voor een of twee dwarsfluiten en piano

### Werken voor orgel
- 1975 Organism
- 1993 Fantasia
- 1998 Agnus Dei

### Werken voor klavecimbel
- 1979 Capriccio